# 白光洙
白 光洙（ペク・グァンス、백광수、1975年7月4日 – ）は、大韓民国のラグビーユニオン選手。主たるポジションはフランカー。
韓国電力公社にてプレー。ラグビー韓国代表における最優秀選手の1人であり、同国最多の代表26キャップを有する。